# Brent Spar

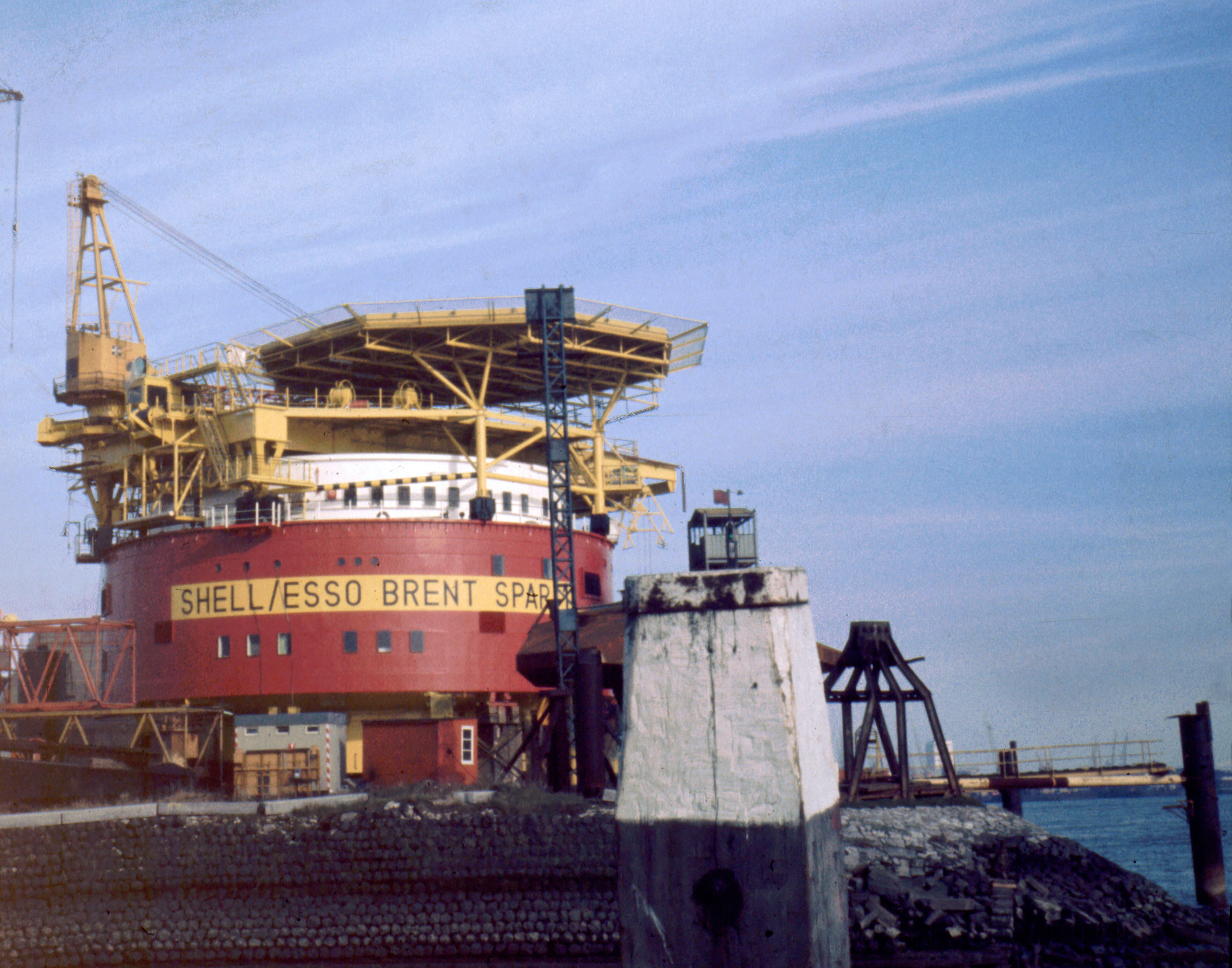
Die Brent Spar während des Baus in den Niederlanden, 1975

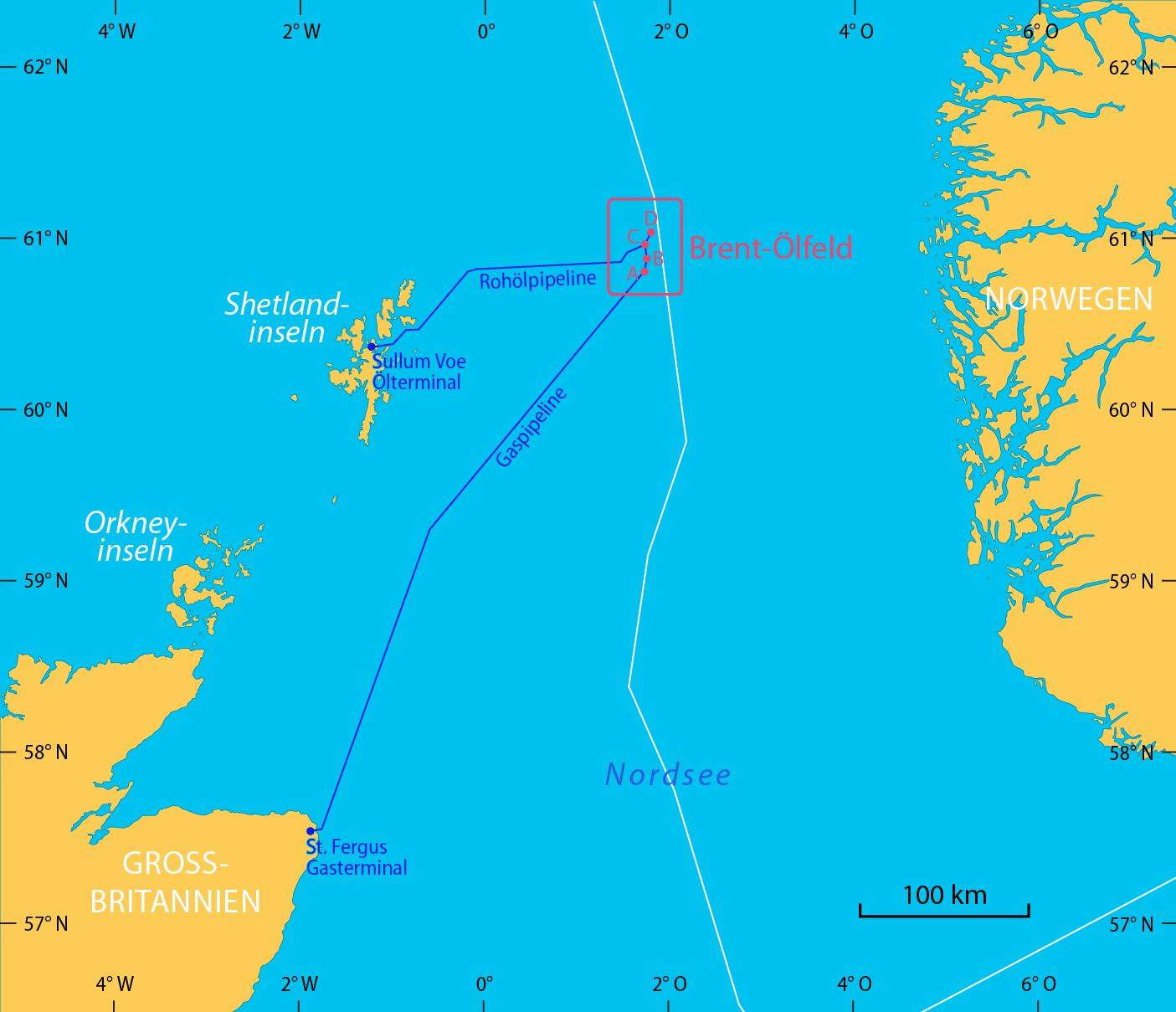
Die Lage des Brent-Erdölfeldes

Brent Spar war ein schwimmender Öltank in der Nordsee im Besitz der Konzerne Shell und Esso. „Brent“ ist der Name des Erdölfeldes und der dort geförderten Ölsorte, spar bedeutet auf Englisch Spierentonne. Der Öffentlichkeit bekannt wurde sie durch eine Öffentlichkeitskampagne der Umweltorganisation Greenpeace, die sich gegen Entsorgung von Industrieschrott im Meer richtete.

## Funktion
Die Brent Spar befand sich 190 Kilometer nordöstlich der Shetlandinseln (Großbritannien) im Atlantik und diente von 1976 bis 1991 als Zwischenlager für Rohöl, an dem Tankschiffe anlegten, um das Öl zu Raffinerien an Land zu transportieren. In den Medien wurde Brent Spar oftmals fälschlich als Förderplattform bezeichnet.
Die Konstruktion hatte eine Höhe von 147 Metern – der Großteil davon unter Wasser – und ein Gewicht von 14.500 Tonnen, davon 6.700 t Stahl und 1.000 t Ausrüstungsgegenstände. Kernstück war ein Stahltank von 93 m Höhe und 29 m Durchmesser für 50.000 Tonnen Öl, womit Brent Spar zu den kleineren Tanks zählte. An Bord befanden sich auch verschiedene Maschinen und Pumpen, Besatzungsunterkünfte und ein Hubschrauberlandeplatz.
Durch Pipelines, die das Öl zum Ölterminal Sullom Voe befördern, wurde die Brent Spar überflüssig. Daher sollte sie 1995 im Rockall-Trog, einem Tiefseegraben westlich von Irland, versenkt werden.

## Auseinandersetzung über die Entsorgung
Bekannt wurde die Öllager- und Verladeplattform, als Aktivisten der Umweltschutzorganisation Greenpeace diese am 30. April 1995 von ihrem Schiff Altair aus besetzten, um die Versenkung zu verhindern. Greenpeace argumentierte, die Versenkung könnte einen Präzedenzfall für ausgediente Plattformen in Nord- und Ostsee schaffen. Die Organisation setzte sich dafür ein, dass Industrieschrott nicht im Meer versenkt, sondern an Land recycelt werden sollte, wie es machbar und vielerorts bereits durchgeführt worden war. Dem steht eine jahrelange Prüfung von Entsorgungsalternativen nach BPEO-Kriterien, unter Einbeziehung der zuständigen Institutionen, Fischereiverbände, den OSPAR-Ländern sowie den britischen Genehmigungsbehörden, durch Shell entgegen.
Greenpeace warf Shell vor, lediglich Kosten sparen zu wollen. Die Umweltschutzorganisation ging dabei zunächst korrekterweise von giftigen Ölrückständen von ca. 100 Tonnen aus, änderte diese, auf den Zahlen von Shell beruhende Schätzung, jedoch später drastisch nach oben.
Die Besetzung traf auf große mediale Aufmerksamkeit, vor allem in den Niederlanden, Dänemark und Deutschland. Es gab Boykottaufrufe, die großes Echo in den Medien und der Bevölkerung fanden. Auch einige deutsche Behörden ließen ihre Autos nicht mehr bei Shell tanken. Daraufhin sanken die Umsätze der deutschen Shell-Tankstellen um bis zu 50 %. In Hamburg wurde ein Brandanschlag auf eine Shell-Tankstelle verübt.
Am 16. Juni 1995, nachdem die Medien bereits auf die Kampagne aufmerksam geworden waren, veröffentlichte Greenpeace eine neue Schätzung der Menge giftiger Ölrückstände. Die ursprüngliche Schätzung von 100 Tonnen wurde auf 5.500 Tonnen erhöht. Nach langen medialen Auseinandersetzungen beschloss Shell am 20. Juni, die Plattform an Land zu entsorgen und reagierte auf die Krise mit einer Kampagne: Mit dem Motto „Wir werden uns ändern“ griff man seine eigene Social-Marketing-Kampagne vom Frühjahr 1995 „Das wollen wir ändern“ auf.
Am 5. September 1995 räumte Greenpeace ein, dass seine Schätzzahl über die giftigen Ölrückstände grob fehlerhaft war: 5.500 Tonnen war viel zu hoch. Laut Prüfungsbericht der norwegischen Schiffsklassifizierungsgesellschaft DNV (Det Norske Veritas) vom 18. Oktober 1995 beliefen sich z. B. die Ölrückstände auf 75 bis 100 Tonnen, also etwa 1,4–1,8 % des Behaupteten. Die Messwerte entsprachen weitgehend den von Shell vorgelegten Zahlen, welche anfangs auch von Greenpeace benutzt worden waren. Die Organisation hat sich für die falschen Zahlen bei Shell und der Öffentlichkeit entschuldigt.
Im Juli 1998 beschlossen die 15 Teilnehmerstaaten der OSPAR-Konferenz ein Versenkungsverbot für Ölplattformen im Nordatlantik. Im gleichen Jahr begann der Rückbau der Brent Spar in Norwegen unter anderem mit Unterstützung der Thialf, des damals größten Schwimmkrans der Welt. Ein großer Teil der gereinigten Außenhülle ist seit 2003 die Basis für ein Kai-Fundament von 140 Metern Länge und mit 20 Metern Wassertiefe in Mekjarvik, zehn Kilometer nördlich von Stavanger (Norwegen). Der Rest der Brent Spar wurde verschrottet. Die Verschrottungskosten betrugen 70 Mio. DM (umgerechnet 36 Mio. € in damaliger Kaufkraft).

## Wissenschaftliche Bewertung
Im Vorfeld im Auftrag von Shell durchgeführte Studien hatten ergeben, dass die Versenkung der Brent Spar keine signifikanten Umweltprobleme verursachen würde. Zwar gab es Bedenken hinsichtlich einer lokalen Kontamination, die aus einer Versenkung resultieren könnte, dennoch kamen die Experten zu dem Schluss, dass die negativen Umwelteinflüsse im Vergleich zur sonstigen Verschmutzung der Ozeane sehr gering wären.
Diese Einschätzungen wurden vom U.K. Select Committee on Science and Technology bestätigt. Das Komitee empfahl ebenfalls die Versenkung als beste Lösung.
Im Nachgang der Greenpeace-Kampagne wurde im Mai 1996 die aus unabhängigen Wissenschaftlern bestehende Scientific Group on Decommissioning Offshore Structures (Shepard Commission) ins Leben gerufen. Diese bestätigte im Wesentlichen die Ergebnisse der ursprünglichen Analyse von Shell, schränkte allerdings ein, dass weitere Forschungen benötigt würden und dass die öffentliche Wahrnehmung nicht vernachlässigt werden könne.
In einem Editorial des Wissenschaftsjournals Nature wurde Greenpeace im Zusammenhang mit der Brent-Spar-Kampagne vorgeworfen, nicht an Fakten interessiert gewesen zu sein. Die britischen Geologen Euan Nisbet und Mary Fowler wiesen darauf hin, dass in vielen Gebieten große Mengen an Schwermetallen sowie Rohöl aus heißen Quellen am Meeresboden ausströmen würden. Gerade in diesen Gebieten gedeihe ein reiches Tiefseeleben. Für Mikroorganismen auf dem Meeresboden wäre die Versenkung der Brent Spar sogar vorteilhaft gewesen. Die Überbewertung relativ kleiner Probleme würde, so die Wissenschaftler, dazu führen, dass die dringendsten Umweltprobleme, etwa die Überfischung des Nordatlantiks, vernachlässigt würden. In einer Antwort auf diesen Kommentar, wiesen die Autoren auf erhebliche Mängel in der Argumentation Nisbets und Fowlers hin, u. a. wäre der Metallausstoß an einer der erwähnten Quellen um den Faktor 10.000 zu hoch.

## Dokumentation
- Florian Huber: Geschichte im Ersten: Duell auf hoher See – Der Kampf um die Brent Spar. In: Das Erste vom 15. Juni 2015 (44 Minuten)
- Spiegel TV: Greenpeace vs. Shell: Die Brent Spar | Schlaglicht vom 4. September 2021 (12 Minuten)